# 五行詩
五行詩（ごぎょうし）は、題名を付けて五行で自由に書く詩である。短歌のように５７５７７音の制約はなく、題名を付けて五行で書くという以外は規則がない。なお、五行詩を連ねて書く「五行詩連」と、散文と五行詩を組み合わせた「五行詩文」というジャンルもある。また英語と母国語の2か国語を使って書く世界五行詩（World Gogyoshi）というジャンルもあり、世界五行詩には次のような７つのルール がある。

## 世界五行詩の7つのルール
- 1・世界五行詩は日本語の五行詩と英語のペンタスティックに基づく。
- 2・世界五行詩は題名を持ち、題名は大文字で書かれる。
- 3・世界五行詩は五行だけで書かれる。
- 4・世界五行詩の各行はできるだけ短く書かれる。
- 5・世界五行詩は英語と母国語で書かれる。
- 6・世界五行詩の各行の最初の文字は大文字で書かれる。
- 7・五行詩の目的は人々の友情であり、世界の平和である。

## 歴史
明治時代の新体詩の試みとして与謝野寛や晶子が題名が付いた五行詩や西洋の影響を受けた五行詩連をたくさん書き残した。それ以降、明治、大正時代は題名が付いた五行の詩も題名が付かない五行の詩も両方、五行詩と呼ばれる時代が続いた。昭和初期、1928年に出版された『椎の一もと:中村春二歌集』の中にも五行詩数十編が収録されている。その後、平成に入り、2011年11月に出版された五行詩集『いとしい 地球よ(二)』の中で、会津太郎が題名が付かない五行歌と区別し、題名が付いた五行の詩を五行詩と明確に定義し、提唱したその後も2018年には英語と母国語の2カ国語を使って書く世界五行詩（World Gogyoshi）を会津太郎が提唱し、世界中の100人以上の詩人達と共に2019年から毎年1冊ずつ世界五行詩アンソロジー（The Anthology of World Gogyoshi）を刊行しながら、五行詩を世界中に広めている。2021年にはGogyoshi-photo（五行詩写真）やGogyoshi-picture（五行詩画）を提唱し、外国からの20以上の応募作品を、世界五行詩アンソロジー第4号（The Fourth Anthology of World Gogyoshi)の中に収録し、2022年1月にそれを出版した。